# دلی‌والا
دلی‌والا (به انگلیسی: Dullewala) یک منطقهٔ مسکونی در پاکستان است که در ناحیه بهکر واقع شده‌است. دلی‌والا ۵۰٬۰۰۰ نفر جمعیت دارد و ۱۷۸ متر بالاتر از سطح دریا واقع شده‌است.